# Plebejus lutzi
Plebejus lutzi är en fjärilsart som beskrevs av Dos Passos 1938. Plebejus lutzi ingår i släktet Plebejus och familjen juvelvingar. Inga underarter finns listade i Catalogue of Life.